# Acido ferrocianidrico
L'acido ferrocianidrico è un acido tetraprotico inorganico, composto da uno ione ferro(II), legato a sei ioni CN- e a quattro H+.
Uno dei suoi sali, il ferrocianuro ferrico, è famoso per essere il componente principale del colore blu di Prussia. Si decompone per esposizione all'aria.